# Georg Schachinger
Georg Schachinger (2. prosince 1843 Marsbach nebo Gurten – 14. dubna 1925 Maria Schmolln) byl rakouský římskokatolický duchovní a politik německé národnosti z Horních Rakous, na počátku 20. století poslanec Říšské rady.

## Biografie
25. července 1869 byl vysvěcen na kněze. Působil jako kooperátor v Andorfu, Braunau a Handenbergu, potom od roku 1878 farář v Peterskirchenu. Od roku 1892 byl farářem v Sankt Johann am Wimberg, od roku 1893 administrátorem a děkanem v Sankt Johann. Od roku 1901 působil coby farář v Moosbachu. V roce 1914 odešel na penzi.
Byl i poslancem Říšské rady (celostátního parlamentu Předlitavska), kam usedl ve volbách roku 1897 za kurii venkovských obcí v Horních Rakousích, obvod Rohrbach, Urfahr atd. Mandát zde obhájil i ve volbách roku 1901. Uspěl i ve volbách roku 1907, konaných poprvé podle všeobecného a rovného volebního práva. Byl zvolen za okrsek. Horní Rakousy 07. Mandát zde obhájil i ve volbách roku 1911. Poslancem byl až do své rezignace. Ta byla oznámena 30. května 1917. Na mandát rezignoval ze zdravotních důvodů. Ve volebním období 1897–1901 se uvádí jako Georg Schachinger, děkan, duchovní rada a farář, bytem Sankt Johann am Wimberg.
Ve volbách roku 1897 kandidoval do Říšské rady za Katolickou lidovou stranu. Ve volbách roku 1901 se uvádí jako konzervativec. Vstoupil pak do parlamentního Klubu středu, který tvořila zejména Katolická lidová strana. Po volbách roku 1907 zasedal v poslaneckém klubu Křesťansko-sociální sjednocení, po volbách roku 1911 v klubu Křesťansko-sociální klub německých poslanců.
Zemřel v dubnu 1925.